# Adolfo Bioy Casares
Adolfo Bioy Casares (n. 15 septembrie 1914, Buenos Aires, Argentina – d. 8 martie 1999, Buenos Aires, Argentina) este un prozator argentinian, membru al școlii realismului magic.

## Biografie
Casares a scris prima nuvelă la 11 ani, a început să studieze dreptul și filozofia, dar întâlnirea cu Jorge Luis Borges i-a schimbat destinul. El a devenit unul din maeștrii absoluți ai literaturii fantastice.
După aceasta s-a dedicat în întregime literaturii (a colaborat, de altfel, cu Borges, începând prin a compune un anunț publicitar pentru iaurtul produs de firma tatălui său și continuând cu o serie de povestiri polițiste).
Nuvelele sale fantastice uimesc prin perfecțiunea construcției, în care imaginarul se suprapune cu realul. Tot ce a scris Bioy Casares ține, de fapt, de romanul de aventuri care nu suportă nici un adaos stilistic inutil.
A decedat la Buenos Aires, fiind considerat un veritabil patriarh al literaturii fantastice.

## Romane
- La invencion de Morel (1940) (Invenția lui Morel, trad. rom. 2003)
- El perjurio de la nieve (1944) (Sperjurul nepotului)
- Plan de evasion (1945) (Plan de evadare)
- La trama celeste (1948) (Urzeala celestă)
- El sueno de los heroes (1954) (Visul eroilor)
- Historia prodigiosa (1956) (O istorie prodigioasă)
- Guirnalda con amores (1959)
- El lado de la sombra (1962)
- El gran serafin (1967) (Marele serafim)
- Diario de la guerra del cerdo (1969)
- Dormir al sol (1973) (Dormind la soare)
- Aventuras de un fotografo en La Plata (1985) (Aventura unui fotograf în La plata)
- Historias desaforadas (1986) (Povești scandaloase)
- Una muneca rusa (1991) (O păpușă rusească)
- Un campéon desparejo (1993) (Un campion al disperării) etc.

## Opere scrise în colaborare
- Seis problemas para don Isidro Parodi (1942), cu Jorge Luis Borges (Șase probleme pentru don Isidor Parodi)
- Dos fantasías memorables (1946), cu Jorge Luis Borges (Fantezii memorabile)
- Los que aman, odian (1946), cu Silvina Ocampo (Ceea ce iubesc, urăsc)
- Un modelo para la muerte (1946), cu Jorge Luis Borges (Un model în moarte)
- Crónicas de Bustos Domecq (1967), cu Jorge Luis Borges (Cronica lui Bustos Domecq)
- Nuevos cuentos de Bustos Domecq (1977), cu Jorge Luis Borges (Noi povestiri cu Bustos Domecq)